# 哈利亞溫
51°35′34″N 31°17′30″E / 51.59278°N 31.29167°E

哈利亞溫（烏克蘭語：Халявин），是烏克蘭北部切爾尼希夫州切爾尼希夫區新比洛乌斯市镇的村落。始建於1634年，面積5.94平方公里，海拔高度127米，2024年人口947，人口密度每平方公里186.6人。